# 참나무시들음병
참나무시들음병은 참나무류가 급속히 말라 죽는 병으로, 매개충인 광릉긴나무좀과 병원균인 Raffaelea quercus mongolicae 간의 공생작용에 의해 발병하며 갈참나무, 신갈나무, 졸참나무에서 피해가 크다.

## 병원균
참나무 시들음병균(학명: Raffaelea quercus-mongolicae 라파일레아 퀘르쿠스-망골리카이[*]) 은 라파일레아속의 식물병원성 곰팡이로, 참나무의 수분, 양분의 이동통로를 차단시켜서 말라죽게 만든다.

## 매개충
매개충은 광릉긴나무좀으로 수세가 쇠약한 나무나 대경목의 목질부를 가해하여 심재(心材) 속으로 파먹어 들어가기 때문에 목재의 질을 저하시킨다. 주로 신갈나무와 흉고직경이 30cm가 넘는 대경목에 피해가 많다.
성충의 몸길이는 4∼5mm이고 원통형이며 체색은 적갈색이다. 암컷은 등판에 균낭(mycangia)이 있어 그곳에 배양균을 지니고 다닌다.(따라서, 암컷만이 참나무시들음병을 옮길 수 있다.) 연 1회 발생하여 주로 노숙유충으로 월동하나 일부는 성충과 번데기로도 월동한다. 성충은 5~6월에 모갱(母坑)을 통하여 외부로 탈출하며 새로운 가해수종의 심재부를 식해한 후 산란하고, 유충은 분지공(分枝孔)을 형성하고 암브로시아균을 먹으며 성장한다.

## 대한민국에서의 피해
2004년 8월, 경기 성남에서 최초 발생하였고, 2008년을 정점으로 감소하였으나, 2011년 수도권과 충북을 중심으로 피해가 극심한 이후 수도권 외곽으로 피해가 확산되고 있으며, 수도권에 집중 발생되고 있다.(전국 대비 91%)
| 년도           | 2007 | 2008 | 2010 | 2011 | 2012 | 2013 | 2014 | 2015 | 2016 |
| -------------- | ---- | ---- | ---- | ---- | ---- | ---- | ---- | ---- | ---- |
| 피해규모(천ha) | 3.5  | 4.1  | 1.8  | 3.3  | 2.7  | 3.1  | 2.7  | 2.5  | 2.1  |

현재 방제방법연구가 활발히 이루어져 피해가 소나무재선충에 비해 확연히 차이를 보이지만, 발생직후 방제방법 개발이 적었을 당시 피해가 컸다.
또한, 소나무재선충과 비슷하게 적절한 방제시기를 놓치거나 잘못된 방제방법을 사용하고 시간이 지나게되면 피해는 걷잡을수없이 커진다.

## 진단
참나무시들음병에 피해받았다는 것을 알 수 있는 방법으로는 피해목은 7월 하순부터 빨갛게 시들면서 말라 죽기 시작하고 겨울에도 잎이 떨어지지 않고 붙어 있다는 점, 고사목의 줄기와 굵은 가지에 매개충의 침입공이 다수 발견되며, 주변에는 목재 배설물이 많이 분비되어 있는 점, 또한 고사목을 잘라보면 변재부는 매개충이 침입한 길을 따라 불규칙한 암갈색의 변색부가 형성되어있다는 것을 보고 알 수 있다. 암갈색의 변색부는 곰팡이에 의해 도관으로 수분이 이동되지 않아 나무 죽는 다는것을 보여준다.
고사목 주변에는 매개충 침입천공들이 있는 나무들이 많이 분포하고 있어 어느 정도의 밀도로 가해를 받아야지만 고사가 되는 것으로 추정되고, 이는 참나무시들음병의 피해정도를 약간 구체적으로 진단할 수 있게 해준다.

## 방제
참나무시들음병은 광릉긴나무좀에 의해서 전달됨으로 광릉긴나무좀을 제거하거나 포획하는 방법으로 병의 확산을 막을 수 있다.

### 화학적 방제
- 벌레 똥을 배출하는 침입공에 페니트로티온 유제(50%) 50∼100배 액으로 희석하여 침입공에 주입하여 죽인다.
- 피해 임지에서 피해목을 길이 1m로 잘라 메탐쇼듐 액제(25%)를 m3당 1ℓ를 처리하여 1주일 이상 훈증한다.
- 피해 입목에 대하여 0.05mm의 비닐로 감싸고 비닐 끝부분에 접착 테이프를 붙여 밀봉한 후에 지제부에 메탐쇼듐 액제(25%)를 넣고 흙을 덮어 완전 밀봉하여 훈증한다.

### 생물적 방제
- 광릉긴나무좀에 기생하는 천적류를 보호한다.
- 딱따구리류 및 해충을 잡아먹는 각종 조류를 보호한다.

### 임업적 방제
- 피해지의 고사목, 피압목 등 광릉긴나무좀의 서식처를 미리 제거한다.

또한, 복합방제를 하며 확산의 방지를 막기도 하는데 소나무재선충과 같이 전염성이 강한 병이므로 산림청, 강원도에서 경상도까지 전 지역을 걸쳐 방제를 하고있다.
방제 방법은 계속 연구되고 있으며, 끈끈이트랩이 개발된 후, 방제방법으로
끈끈이트랩이 자주 사용되고 있다.

## 같이 보기
- 갈참나무
- 신갈나무
- 졸참나무
- 소나무재선충
- 솔수염하늘소